# Élections législatives de 2012 dans la Somme
Les élections législatives françaises de 2012 se déroulent les 10 et 17 juin 2012. Dans le département de la Somme, cinq députés sont à élire dans le cadre de cinq circonscriptions, soit une de moins que lors des législatures précédentes, en raison du redécoupage électoral.

## Élus
|   | Circonscription | Député sortant   |  | Parti                 | Député élu ou réélu |                | Parti          |
| - | --------------- | ---------------- |  | --------------------- | ------------------- | -------------- | -------------- |
| ≠ | 1re             | Maxime Gremetz   |  | Colère et espoir (CE) | Pascale Boistard    |                | PS             |
| ≠ | 2e              | Olivier Jardé    |  | NC                    | Barbara Pompili     |                | EELV           |
| ≠ | 3e              | Jérôme Bignon    |  | UMP                   | Jean-Claude Buisine |                | PS             |
| ≠ | 4e              | Gilbert Mathon   |  | PS                    | Alain Gest          |                | UMP            |
| ≠ | 5e              | Stéphane Demilly |  | NC                    | Stéphane Demilly    |                | NC             |
| – | 6e              | Alain Gest       |  | UMP                   | Siège supprimé      | Siège supprimé | Siège supprimé |

## Impact du redécoupage territorial
Le département de la Somme est concerné par le redécoupage territorial de 2010 et perd un siège à l'Assemblée nationale, à partir de 2012, ramenant le nombre de députés du département de six à cinq.

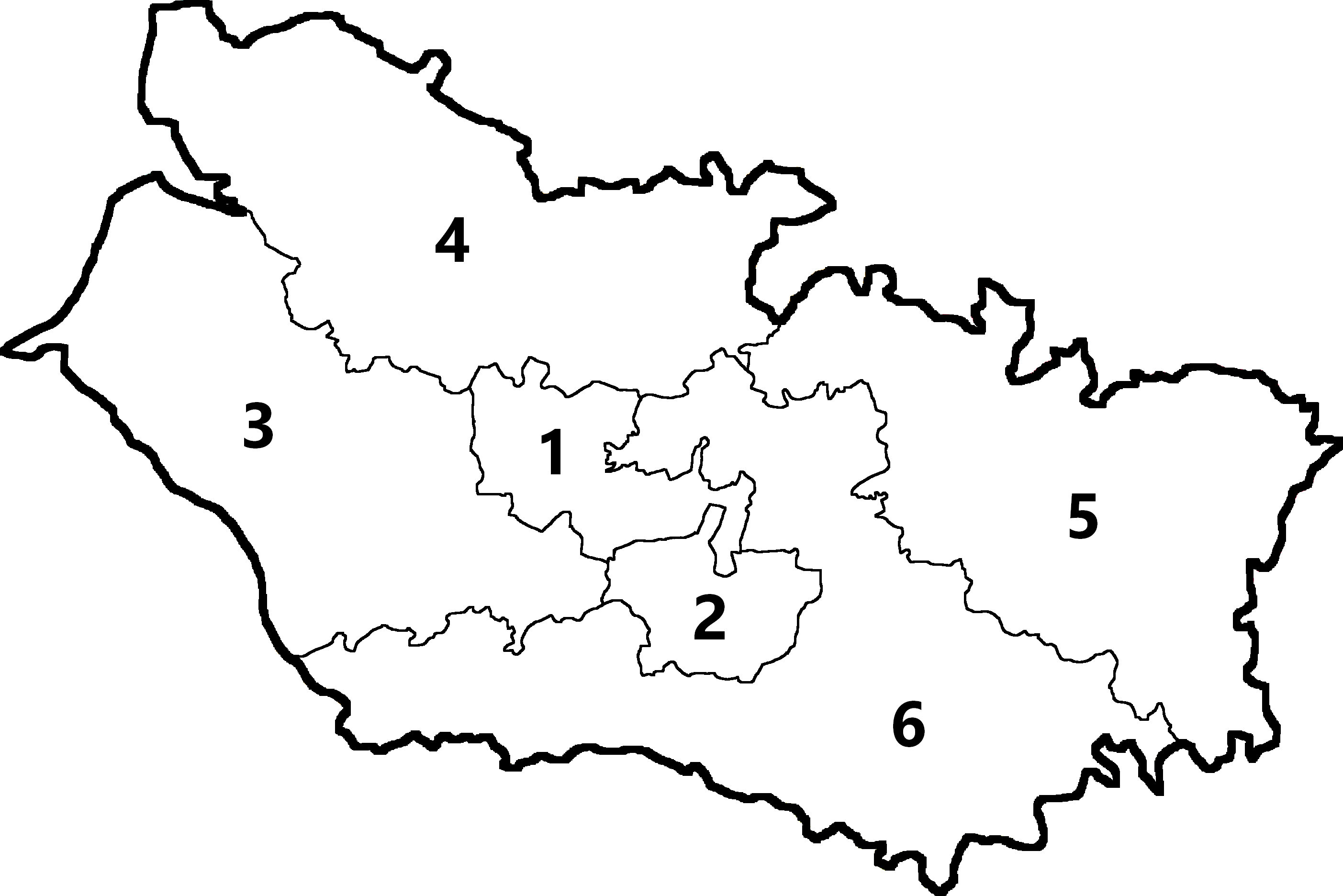
Circonscriptions de la Somme de 1988 à 2012
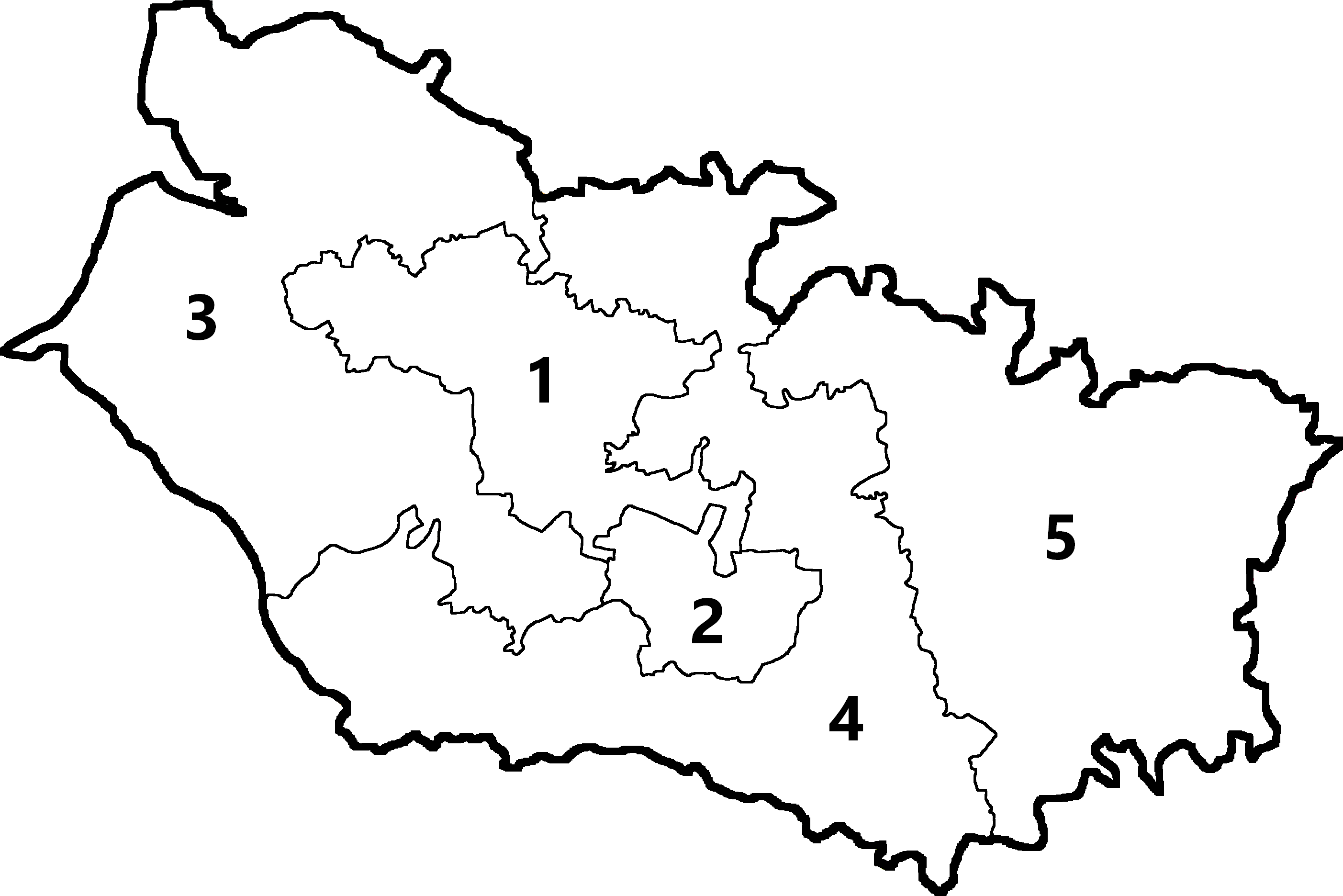
Circonscriptions de la Somme depuis 2012

La 1re circonscription est amputée du canton d'Amiens-I, mais s'ajoutent 4 cantons, Abbeville-Nord, Abbeville-Sud, Ailly-le-Haut-Clocher et Domart-en-Ponthieu.
La 2e circonscription n'est modifiée que partiellement, elle se voit octroyer uniquement le canton d'Amiens-I.
La 3e circonscription perd le canton de Hornoy-le-Bourg et compense cette perte par le gain de trois cantons, ceux de Crécy-en-Ponthieu, Nouvion et Rue.
La 4e circonscription reprend le territoire de l'ancienne 6e circonscription auquel sont ajoutés les cantons de Bernaville, Hornoy-le-Bourg et Doullens. Néanmoins, les cantons de Rosières-en-Santerre et de Roye lui sont retirés.
La 5e circonscription ne connaît aucune perte et gagne les cantons de Rosières-en-Santerre et de Roye.
La 6e circonscription disparaît.

## Résultats

### Résultats à l'échelle du département
| Parti          | Parti                                       | Premier tour | Premier tour | Second tour | Second tour | Sièges |
| Parti          | Parti                                       | Voix         | %            | Voix        | %           | Sièges |
| -------------- | ------------------------------------------- | ------------ | ------------ | ----------- | ----------- | ------ |
|                | Parti socialiste                            | 65 897       | 26,92        | 99 092      | 41,60       | 2      |
|                | Europe Écologie Les Verts                   | 17 588       | 7,19         | 21 044      | 8,84        | 1      |
|                | Mouvement républicain et citoyen            | 994          | 0,41         |             |             | 0      |
|                | Majorité présidentielle                     | 84 479       | 34,52        | 120 136     | 50,44       | 3      |
|                |                                             |              |              |             |             |        |
|                | Union pour un mouvement populaire           | 45 220       | 18,48        | 68 836      | 28,90       | 1      |
|                | Nouveau centre                              | 37 716       | 15,41        | 49 205      | 20,66       | 1      |
|                | Parti radical                               | 327          | 0,13         |             |             | 0      |
|                | Droite parlementaire                        | 83 263       | 34,02        | 118 041     | 49,56       | 2      |
|                |                                             |              |              |             |             |        |
|                | Front national                              | 39 652       | 16,20        |             |             | 0      |
|                | Front de gauche                             | 16 298       | 6,66         | 0           |             |        |
|                | Mouvement démocrate                         | 8 436        | 3,45         | 0           |             |        |
|                | COM Communistes en Somme — Colère et espoir | 6 276        | 2,56         | 0           |             |        |
|                | Extrême gauche dont LO et SÉGA              | 1 910        | 0,78         | 0           |             |        |
|                | Divers                                      | 1 462        | 0,60         | 0           |             |        |
|                | Debout la République                        | 1 099        | 0,45         | 0           |             |        |
|                | Parti de la France                          | 980          | 0,40         | 0           |             |        |
|                | Divers écologiste dont LT-LNÉ et AÉI        | 895          | 0,37         | 0           |             |        |
|                |                                             |              |              |             |             |        |
| Inscrits       | Inscrits                                    | 409 663      | 100,00       | 409 595     | 100,00      | 5      |
| Abstentions    | Abstentions                                 | 160 514      | 39,18        | 162 234     | 39,61       |        |
| Votants        | Votants                                     | 249 149      | 60,82        | 247 361     | 60,39       |        |
| Blancs et nuls | Blancs et nuls                              | 4 399        | 1,77         | 9 184       | 3,71        |        |
| Exprimés       | Exprimés                                    | 244 750      | 98,23        | 238 177     | 96,29       |        |

### Résultats par circonscription

#### Première circonscription (Amiens-Nord - Abbeville)
| Candidat       | Candidat               | Parti          | Premier tour | Premier tour | Second tour | Second tour |  |
| Candidat       | Candidat               | Parti          | Voix         | %            | Voix        | %           |  |
| -------------- | ---------------------- | -------------- | ------------ | ------------ | ----------- | ----------- |  |
|                | Pascale Boistard élue  | PS             | 15 345       | 32,83        | 26 210      | 59,14       |  |
|                | Stéphane Decayeux      | UMP            | 10 858       | 23,23        | 18 109      | 40,86       |  |
|                | Yvon Flahaut           | RBM (FN)       | 8 276        | 17,70        |             |             |  |
|                | Jean-Claude Renaux     | FG (PCF)       | 5 455        | 11,67        |             |             |  |
|                | Mickaël Wamen          | COM            | 2 945        | 6,30         |             |             |  |
|                | Rachid Sallali         | Sans étiquette | 694          | 1,48         |             |             |  |
|                | Lyacout Haicheur       | EÉLV           | 809          | 1,73         |             |             |  |
|                | Vladimir Mendès Borgès | CpF (MoDem)    | 548          | 1,17         |             |             |  |
|                | Florence Perdu         | PDF            | 486          | 1,04         |             |             |  |
|                | Philippe Corne         | DLR            | 465          | 0,99         |             |             |  |
|                | Salwa Barjoud          | PRV            | 327          | 0,70         |             |             |  |
|                | Nathalie Rossi         | LO             | 327          | 0,70         |             |             |  |
|                | Mohamed Reziga         | FEA (AÉI)      | 210          | 0,45         |             |             |  |
|                |                        |                |              |              |             |             |  |
| Inscrits       | Inscrits               | Inscrits       | 85 137       | 100,00       | 85 129      | 100,00      |  |
| Abstentions    | Abstentions            | Abstentions    | 37 405       | 43,94        | 38 702      | 45,46       |  |
| Votants        | Votants                | Votants        | 47 732       | 56,06        | 46 427      | 54,54       |  |
| Blancs et nuls | Blancs et nuls         | Blancs et nuls | 987          | 2,07         | 2 108       | 4,54        |  |
| Exprimés       | Exprimés               | Exprimés       | 46 745       | 97,93        | 44 319      | 95,46       |  |

À l'origine, Fiodor Rilov, l'avocat de la CGT du site Goodyear d'Amiens-Nord, devait se présenter dans cette circonscription avec Mickael Wamen comme suppléant. Finalement, Fiodor Rilov n'ayant pas été naturalisé à temps, c'est son suppléant qui est investi.

#### Deuxième circonscription (Amiens)
| Candidat       | Candidat              | Parti                   | Premier tour | Premier tour | Second tour | Second tour |
| Candidat       | Candidat              | Parti                   | Voix         | %            | Voix        | %           |
| -------------- | --------------------- | ----------------------- | ------------ | ------------ | ----------- | ----------- |
|                | Olivier Jardé sortant | NC (UMP)                | 14 973       | 35,49        | 20 356      | 49,17       |
|                | Barbara Pompili élu   | EÉLV (PS, PRG)          | 14 365       | 34,05        | 21 044      | 50,83       |
|                | Valéry Druel          | FN                      | 5 838        | 13,84        |             |             |
|                | Marianne Mugnier      | FG (GU)                 | 3 490        | 8,27         |             |             |
|                | Olivier Bouzy         | MoDem                   | 1 206        | 2,86         |             |             |
|                | Jacques Goffinon      | Divers gauche (MRC)     | 994          | 2,36         |             |             |
|                | Christian Galli       | Divers écologiste (AÉI) | 587          | 1,39         |             |             |
|                | Bruno Palleni         | Extrême gauche (LO)     | 330          | 0,78         |             |             |
|                | Gwenaëlle Lamont      | Sans étiquette          | 405          | 0,96         |             |             |
|                | Cyrille Olou          | Divers (PUF)            | 0            | 0,00         |             |             |
|                |                       |                         |              |              |             |             |
| Inscrits       | Inscrits              | Inscrits                | 75 033       | 100,00       | 75 032      | 100,00      |
| Abstentions    | Abstentions           | Abstentions             | 32 285       | 43,03        | 32 356      | 43,12       |
| Votants        | Votants               | Votants                 | 42 748       | 56,97        | 42 676      | 56,88       |
| Blancs et nuls | Blancs et nuls        | Blancs et nuls          | 560          | 1,31         | 1 276       | 2,99        |
| Exprimés       | Exprimés              | Exprimés                | 42 188       | 98,69        | 41 400      | 97,01       |

#### Troisième circonscription (Friville-Escarbotin)
| Candidat       | Candidat                | Parti          | Premier tour | Premier tour | Second tour | Second tour |  |
| Candidat       | Candidat                | Parti          | Voix         | %            | Voix        | %           |  |
| -------------- | ----------------------- | -------------- | ------------ | ------------ | ----------- | ----------- |  |
|                | Jean-Claude Buisine élu | PS             | 16 753       | 31,14        | 27 274      | 51,80       |  |
|                | Jérôme Bignon sortant   | UMP            | 16 646       | 30,94        | 25 376      | 48,20       |  |
|                | Nathalie Huiart         | RBM            | 9 881        | 18,37        |             |             |  |
|                | David Lefèvre           | MoDem          | 3 456        | 6,42         |             |             |  |
|                | Jacques Pecquery        | COM            | 3 331        | 6,19         |             |             |  |
|                | Colette Durot           | FG (PCF)       | 2 550        | 4,74         |             |             |  |
|                | Franck Moncomble        | EÉLV           | 616          | 1,14         |             |             |  |
|                | Laurence Acoulon        | LO             | 264          | 0,49         |             |             |  |
|                | Sylvie Delsart          | SÉGA           | 207          | 0,38         |             |             |  |
|                | Gérard Tabary           | LT-LNÉ         | 98           | 0,18         |             |             |  |
|                |                         |                |              |              |             |             |  |
| Inscrits       | Inscrits                | Inscrits       | 84 696       | 100,00       | 84 660      | 100,00      |  |
| Abstentions    | Abstentions             | Abstentions    | 29 716       | 35,09        | 29 567      | 34,92       |  |
| Votants        | Votants                 | Votants        | 54 980       | 64,91        | 55 093      | 65,08       |  |
| Blancs et nuls | Blancs et nuls          | Blancs et nuls | 1 178        | 2,14         | 2 443       | 4,43        |  |
| Exprimés       | Exprimés                | Exprimés       | 53 802       | 97,86        | 52 650      | 95,57       |  |

#### Quatrième circonscription (Montdidier)
| Candidat       | Candidat                 | Parti          | Premier tour | Premier tour | Second tour | Second tour |  |
| Candidat       | Candidat                 | Parti          | Voix         | %            | Voix        | %           |  |
| -------------- | ------------------------ | -------------- | ------------ | ------------ | ----------- | ----------- |  |
|                | Alain Gest sortant réélu | UMP            | 17 717       | 34,64        | 25 351      | 50,55       |  |
|                | Catherine Quignon        | PS             | 16 738       | 32,73        | 24 795      | 49,45       |  |
|                | Valéry Le Douguet        | FN             | 8 496        | 16,61        |             |             |  |
|                | Jean-Christophe Loric    | MoDem          | 3 226        | 6,31         |             |             |  |
|                | Agnès Fruittier          | FG (PG)        | 2 540        | 4,97         |             |             |  |
|                | Christian Wyttynck       | EÉLV           | 1 051        | 2,05         |             |             |  |
|                | Christophe Blondé        | DLR            | 634          | 1,24         |             |             |  |
|                | Pascal Flament           | LO             | 381          | 0,74         |             |             |  |
|                | Jean-Marie Desachy       | Sans étiquette | 363          | 0,71         |             |             |  |
|                |                          |                |              |              |             |             |  |
| Inscrits       | Inscrits                 | Inscrits       | 82 797       | 100,00       | 82 795      | 100,00      |  |
| Abstentions    | Abstentions              | Abstentions    | 30 659       | 37,03        | 30 604      | 36,96       |  |
| Votants        | Votants                  | Votants        | 52 138       | 62,97        | 52 191      | 63,04       |  |
| Blancs et nuls | Blancs et nuls           | Blancs et nuls | 992          | 1,9          | 2 045       | 3,92        |  |
| Exprimés       | Exprimés                 | Exprimés       | 51 146       | 98,1         | 50 146      | 96,08       |  |

#### Cinquième circonscription (Péronne)
| Candidat                          | Candidat                       | Parti                | Premier tour | Premier tour | Second tour | Second tour |  |
| Candidat                          | Candidat                       | Parti                | Voix         | %            | Voix        | %           |  |
| --------------------------------- | ------------------------------ | -------------------- | ------------ | ------------ | ----------- | ----------- |  |
|                                   | Stéphane Demilly sortant réélu | NC (UMP)             | 22 744       | 44,71        | 28 849      | 58,09       |  |
|                                   | Valérie Kumm                   | PS                   | 17 061       | 33,54        | 20 813      | 41,91       |  |
|                                   | Wallerand de Saint-Just        | FN                   | 7 161        | 14,08        |             |             |  |
|                                   | Christine Barbier              | FG (PCF)             | 2 263        | 4,45         |             |             |  |
|                                   | Élodie Héren                   | EÉLV                 | 747          | 1,47         |             |             |  |
|                                   | Monique Chapel                 | Extrême droite (PDF) | 494          | 0,97         |             |             |  |
|                                   | Hélène Launay                  | Extrême gauche (LO)  | 401          | 0,79         |             |             |  |
|                                   |                                |                      |              |              |             |             |  |
| Inscrits                          | Inscrits                       | Inscrits             | 81 995       | 100,00       | 81 979      | 100,00      |  |
| Abstentions                       | Abstentions                    | Abstentions          | 30 444       | 37,13        | 31 005      | 37,82       |  |
| Votants                           | Votants                        | Votants              | 51 551       | 62,87        | 50 974      | 62,18       |  |
| Blancs et nuls                    | Blancs et nuls                 | Blancs et nuls       | 680          | 1,32         | 1 312       | 2,57        |  |
| Exprimés                          | Exprimés                       | Exprimés             | 50 871       | 98,68        | 49 662      | 97,43       |  |
| Source : Ministère de l'Intérieur |                                |                      |              |              |             |             |  |